# Juraj Ferri
Juraj Ferri (? − Imotski, ožujka 1917.) je bio hrvatski političar i pravnik, borac za hrvatski jezik. Rodom je iz Trpnja.
Studirao je pravo u Gradcu. Djelovao je pri Družtvu Hrvatska.
Kao mladi djelatnik na sudu usudio se je pisati hrvatskim, iako je to nosilo rizik da će ga proganjati talijanaši. Ustrajno je pisao hrvatski, trpeći i kazne, sve dok ga nisu umirovili. Zabilježeno je da ga je 1898. osudio sud zbog uporabe hrvatskog jezika kao uredovnog, a kad se pristav žalio Vrhovnom sudu u Beču, taj je sud 1900. potvrdio odluku lokalnog suda jer da je to "kršenje discipline". Ipak, Ferrijev rad nije bio uzaludan. Bečki je Vrhovni sud istaknuo da "unutarnji saobraćaj u sudstvu može biti uregjen bez ikakvog obzira na jezike koji su u običaju u dotičnoj zemlji". Ta je odluka bila sudski presedan i potakla je ine sudce u Dalmaciji služiti se hrvatskim u unuarnjem poslovanju.
Bio je u Zastupničkom domu Carevinskog vijeća 1903. godine koje je 8. siječnja 1903. sazvao car i kralj Franjo Josip I. Kraljevinu Dalmaciju su, pored Ferrija koji je bio u Narodnoj hrvatskoj stranci, zastupali iz Stranke prava Juraj Biankini, Josip Virgil Perić, iz Narodne hrvatske stranke Ante Šupuk, Ante Vuković Vučidolski, Lovro Borčić, Josip Zaffron, Vicko Ivčević, Petar Klaić, a Srpskoj narodnoj stranci Andrija Vujatović-Šarov i Radoslav Kvekić. Od aktivnosti valja spomenuti supotpisivanje interpelacije Jurja Bijankinija 15. svibnja 1903. na ministra obrane Zena von Welsersheimba glede angažmana vojske u nemirima u Hrvatskoj, s obzirom na neopravdanost uporabe takve sile, čak i prema ženama i djeci (potpisali su ju 19 hrvatskih i slovenskih zastupnika Zafronn, Šupuk, Spinčić, Berks, Šusteršič, Gregorčič, Žičkar, Vuković, Borčić, Ferri, Perić, Klaić, Ivčević, Pogačnik, Ferjančič, Hajek, Breznovsky, Chok, Koudela, ali ne i dvojica zastupnika Srpske stranke iz Dalmacije) te prešni prijedlog od 19. svibnja i.g. u svezi s redarstvenim mjerama koje su u Ljubljani poduzeli policijski agenti Khuena Hedérvarya u Ljubljani (policijski agenti su tragali za osumnjičenim Hrvatima zbog objave antikhuenovskih plakata te proveli predistragu protiv jedne ljubljanske tiskare koju su vlasti osumnjičile zbog njihova tiskanja).

## Radovi o njemu
- Vjekoslav Maštrović: Završna faza uvođenja narodnog jezika u dalmatinsko sudstvo i slučaj dra Jurja Ferrija[neaktivna poveznica], Radovi Instituta Jugoslavenske akademije znanosti i umjetnosti u Zadru, sv. 10 (1963) (ur. Grga Novak i Vjekoslav Maštrović), str. 67-87.